# Anna Grodzka
Anna Grodzka (ur. 16 marca 1954 w Otwocku) – polska działaczka społeczna i polityczna, przedsiębiorca, współzałożycielka i pierwsza prezes Fundacji Trans-Fuzja, posłanka na Sejm VII kadencji, pierwsza otwarcie transpłciowa osoba w polskim parlamencie.

## Życiorys

### Rodzina i życie prywatne
Jest osobą transpłciową. Po urodzeniu jej płeć została określona jako męska, nosiła imiona Krzysztof Bogdan. W dzieciństwie została adoptowana przez Józefa i Kazimierę Bęgowskich, o czym dowiedziała się w grudniu 2007. Wkrótce spotkała się z biologiczną matką Marią Grodzką, która z jej ojcem Tadeuszem rozstała się niedługo po zajściu w ciążę.
Od końca lat 70. była w związku małżeńskim z kobietą, rozwiodła się w 2007. Na sądowe ustalenie płci i fizyczny proces jej korekty zdecydowała się dopiero, gdy jej syn ze związku małżeńskiego był już dorosły. Operację przeszła w klinice w Bangkoku. Procesowi korekty płci Anny Grodzkiej (formalnie zakończonemu w 2010) został poświęcony film dokumentalny HBO Trans-akcja z 2010.

### Działalność zawodowa i polityczna

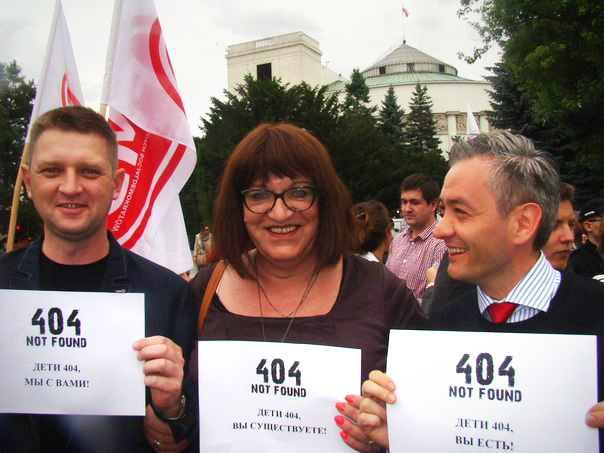
Andrzej Rozenek, Grodzka i Robert Biedroń w czasie akcji poparcia dla homoseksualnych dzieci w Rosji (2013)

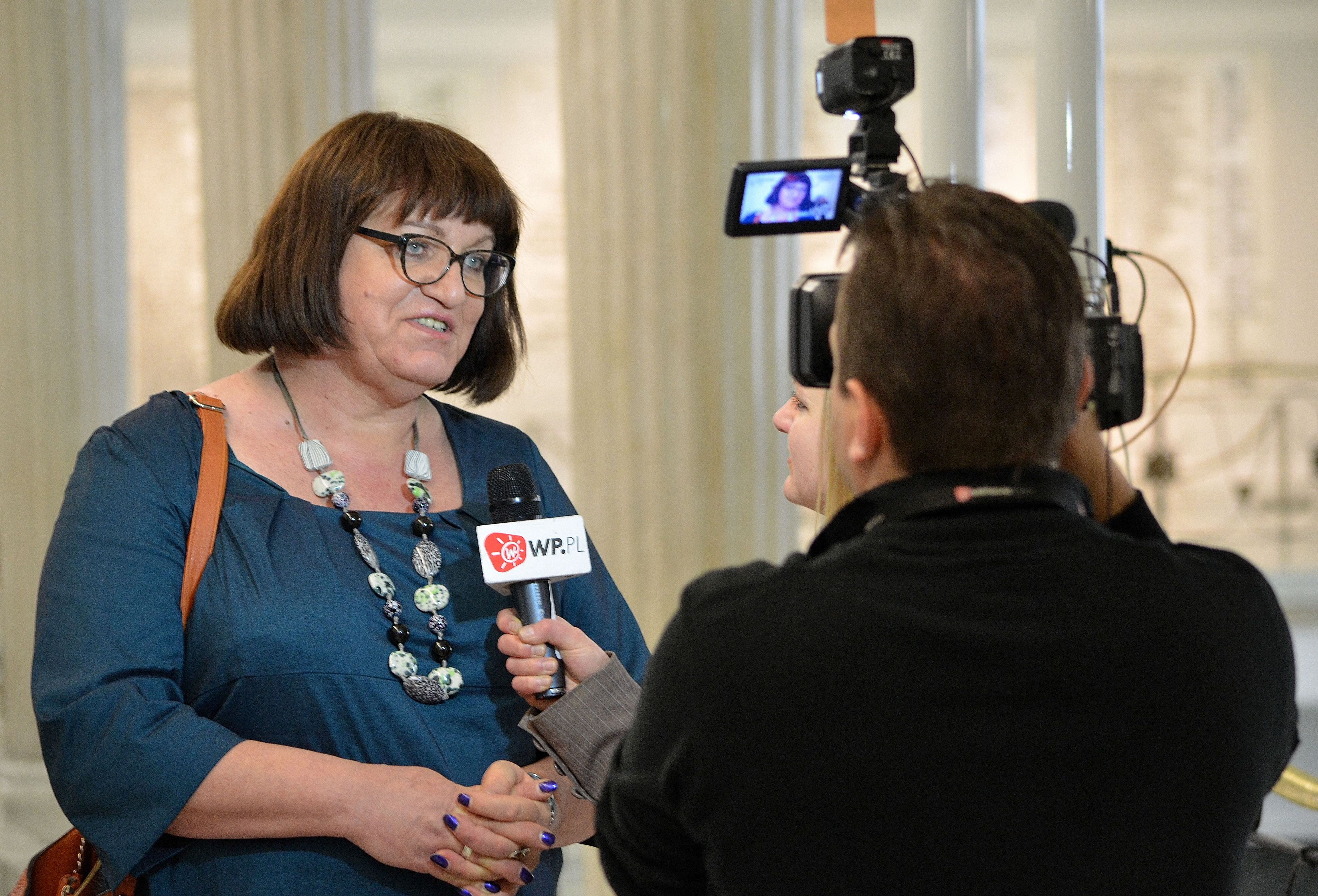
Grodzka udzielająca wywiadu w Sejmie (2013)

Pracowała jako asystent operatora w Wytwórni Filmów Dokumentalnych. Ukończyła studia z zakresu psychologii klinicznej na Wydziale Pedagogicznym Uniwersytetu Warszawskiego. Uzyskała stopień wojskowy starszego sierżanta i tytuł podchorążego rezerwy. W okresie PRL działała w Socjalistycznym Zrzeszeniu Studentów Polskich (m.in. jako instruktorka polityczna młodych kadr) i PZPR (m.in. zasiadając podczas stanu wojennego w egzekutywie podstawowej organizacji partyjnej na UW). Od 1980 była etatową pracownicą SZSP, od 1984 zatrudniona w przedsiębiorstwie Alma Press, w 1986 objęła w nim stanowisko dyrektorskie. W połowie 1986 pełniła funkcję kierowniczki grupy podczas wyjazdu na Kubę w ramach Brygady Młodzieży Polskiej im. Karola Roloffa-Miałowskiego.
Po 1989 prowadziła własną działalność gospodarczą w branży wydawniczej, reklamowej i poligraficznej, była producentką wykonawczą drugiego sezonu serialu Defekt (2005). W wyborach samorządowych z 1998 bez powodzenia kandydowała do Sejmiku Województwa Mazowieckiego z listy Sojuszu Lewicy Demokratycznej, a w 2002 do rady warszawskiej dzielnicy Mokotów z listy SLD-UP. W latach 2003–2006 zasiadała w radzie nadzorczej rozgłośni Radio dla Ciebie. Działała w Socjaldemokracji RP, następnie do września 2011 należała do Sojuszu Lewicy Demokratycznej w Warszawie. Wstąpiła także do Stowarzyszenia „Ordynacka”.
W 2011 wystartowała w wyborach do Sejmu RP. Otrzymała pierwsze miejsce na liście wyborczej Ruchu Palikota w okręgu krakowskim (wskutek startu z ramienia tej partii została wykluczona z SLD we wrześniu 2011). W wyniku głosowania z 9 października uzyskała mandat posłanki, otrzymując 19 451 głosów. Została tym samym pierwszą w Polsce i pierwszą w Europie osobą publicznie ujawniającą swój transseksualizm, którą wybrano do parlamentu na szczeblu krajowym.
W Sejmie VII kadencji została wiceprzewodniczącą klubu poselskiego Ruchu Palikota, wiceprzewodniczącą Komisji Kultury i Środków Przekazu, członkinią sejmowej Komisji Sprawiedliwości i Praw Człowieka, a także wiceprzewodniczącą Parlamentarnej Grupy Kobiet. W trakcie kadencji wstąpiła do partii, a po jej przekształceniu w październiku 2013 została działaczką Twojego Ruchu. W czerwcu 2014 przeszła z Twojego Ruchu do Partii Zieloni, pozostając w klubie poselskim TR. 23 września tego samego roku poinformowała, że została wykluczona z KP TR.
Zarejestrowała swój komitet wyborczy w wyborach prezydenckich w 2015, nie zdołała jednak zebrać 100 tysięcy podpisów poparcia umożliwiających wystartowanie w tych wyborach. Po roku działalności w Partii Zieloni wystąpiła z tego ugrupowania. W 2015 nie ubiegała się o poselską reelekcję. Została zaliczona przez tygodnik „Polityka” do grona kilkunastu „najlepszych posłów” VII kadencji Sejmu. W wyborach do Parlamentu Europejskiego w 2019 bezskutecznie ubiegała się o mandat posłanki, startując z listy koalicji Lewica Razem. W tym samym roku przystąpiła do Polskiej Partii Socjalistycznej. W grudniu 2021 skrytykowała działania przewodniczącego partii Wojciecha Koniecznego, wkrótce zaś wystąpiła z tego ugrupowania.

### Działalność społeczna
W 2008 brała udział w założeniu Fundacji Trans-Fuzja, która postawiła sobie za cel upowszechnianie wiedzy o transpłciowości i podejmowanie działań na rzecz wsparcia osób transpłciowych. Od 2009 do 2011 zajmowała stanowisko prezesa w tej organizacji, później została przewodniczącą rady tej fundacji. Do 2011 była wiceprzewodniczącą działającej przy prezydencie m.st. Warszawy Komisji Dialogu Społecznego. Została również członkinią rady Fundacji Dziennikarskiej Medium Publiczne i członkinią rady programowej stowarzyszenia Kongres Kobiet. W 2012 była wśród fundatorów Fundacji LGBT Bussiness Forum. Współtworzyła i została przewodniczącą Stowarzyszenia na rzecz Zrównoważonego Rozwoju Społecznego „Społeczeństwo FAIR”.
Została wyróżniona nagrodą „Okulary Równości” Fundacji im. Izabeli Jarugi-Nowackiej (2012). W 2013 wydała książkę autobiograficzną pt. Mam na imię Ania.
Zagrała epizodyczną rolę (w scenie przedstawiającej spotkanie grupy wsparcia dla osób transpłciowych) w filmie Kobieta z... z 2023 w reżyserii Małgorzaty Szumowskiej i Michała Englerta.